# Leasburg
Leasburg è un villaggio degli Stati Uniti d'America, situato nello Stato del Missouri, nella contea di Crawford.